# J-Wing
J-Wing é uma publicadora e desenvolvedora de jogos eletrônicos.

## Lista de jogos
Segue a lista dos jogos publicados e desenvolvidos pela empresa J-Wing.
| Desenvolvidos                    | Desenvolvidos | Desenvolvidos  |
| Título do jogo                   | Data          | Plataforma     |
| -------------------------------- | ------------- | -------------- |
| Dino Breeder                     |               | Game Boy       |
| Dino Breeder 2                   |               | Game Boy       |
| Go! Go! Hitchhike                |               | Game Boy       |
| Tsuri Sensei                     |               | Game Boy       |
| Dino Breeder 4                   |               | Game Boy Color |
| Dungeon Saber                    |               | Game Boy Color |
| Go! Go! Hitchhike 2              |               | Game Boy Color |
| Kanji Boy 2                      |               | Game Boy Color |
| Lemmings VS                      |               | Game Boy Color |
| Pocket Cooking                   |               | Game Boy Color |
| Pocket Pro-Wrestling             |               | Game Boy Color |
| Rakugaku Oh Tango!               |               | Game Boy Color |
| Sokoban: Light & Dark Kingdoms   |               | Game Boy Color |
| Princess Maker: Go! Go! Princess |               | PlayStation    |
| Starwinder                       | 1997          | PlayStation    |
| Virtual Lab                      | 1995          | Virtual Boy    |
| Desenvolvidos                    |               |                |
| Título do jogo                   | Data          | Plataforma     |
| Dino Breeder 4                   |               | Game Boy Color |
| Dungeon Saber                    |               | Game Boy Color |
| Go! Go! Hitchhike 2              |               | Game Boy Color |
| Kanji Boy 2                      |               | Game Boy Color |
| Lemmings VS                      |               | Game Boy Color |
| Pocket Cooking                   |               | Game Boy Color |
| Pocket Pro-Wrestling             |               | Game Boy Color |
| Rakugaku Oh Tango!               |               | Game Boy Color |
| Sokoban: Light & Dark Kingdoms   |               | Game Boy Color |